# Konowata

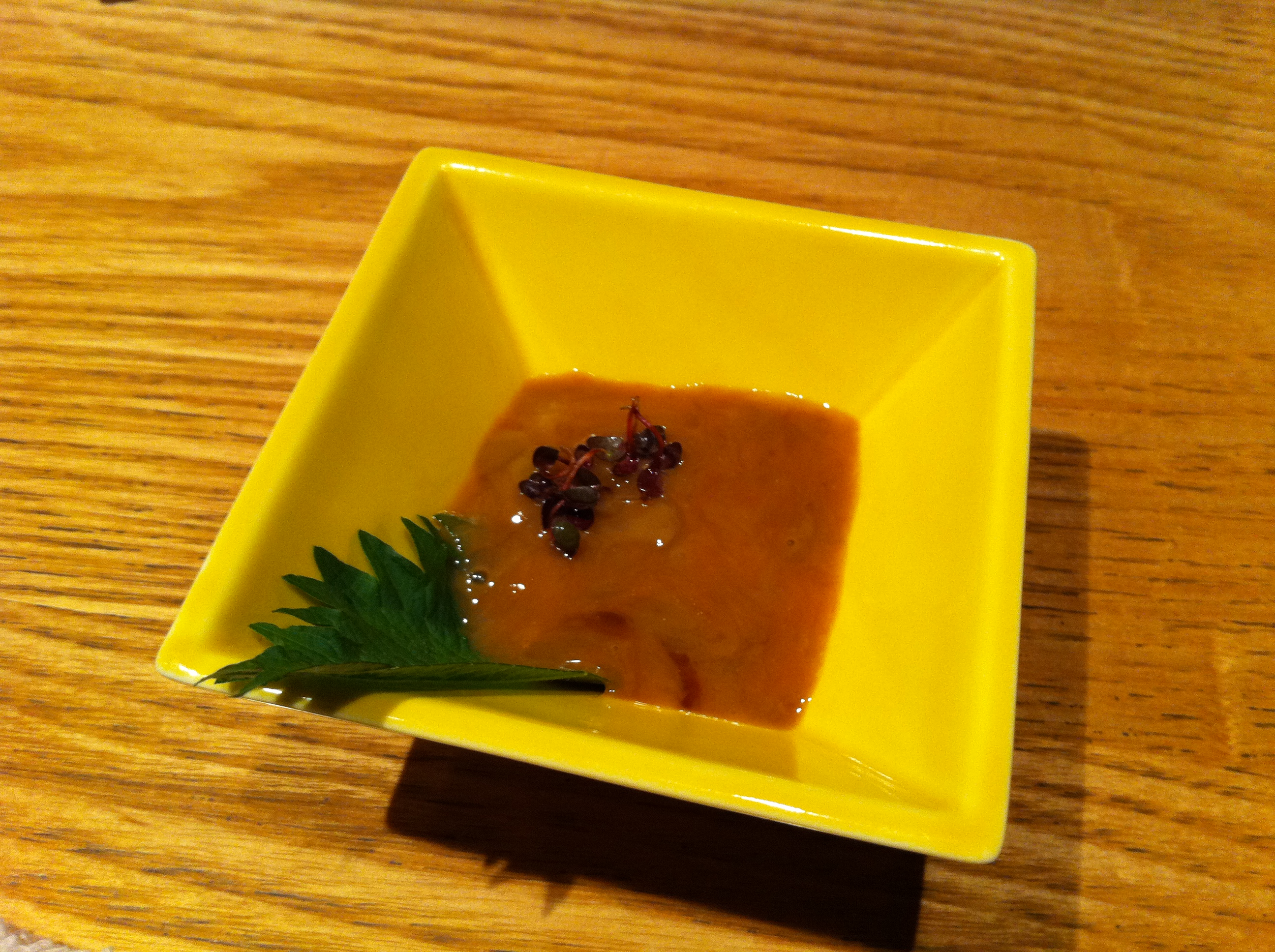
Konowata

Konowata (japanisch 海鼠腸 Hiragana-Schrift このわた, dt. „Seegurken-Innereien“) ist eine lokale Spezialität (Chinmi) der japanischen Küche, insbesondere der Regionen Mikawa (Präfektur Aichi) und Shima (Präfektur Mie) an der Ise-Bucht. Sie ist in Japan seit der Nara-Zeit bekannt und wurde damals vermutlich aus Korea oder China übernommen, wo Seegurken als Nahrung verbreitet waren.
Sie wird aus gesalzenen Innereien (wata) von Seegurken der Art Stichopus japonicus (jap. 海鼠, namako) hergestellt, wobei ko eine alte Bezeichnung für diese Art ist – das verbindende no ist ein Genitivpartikel. Die Innereien, bestehend aus Verdauungstrakt und Geschlechtsorganen, werden entfernt, gewaschen und gesalzen. Die Außenwand der Seegurken wird ebenfalls als Delikatesse (sunomono) geschätzt. Die Eierstöcke werden meist entfernt und als eigenständige Delikatesse getrocknet (hoshiko, kuchiko oder bachiko) verkauft.
Konowata wird zusammen mit Uni (Seeigeleier) und Karasumi (getrockneter Meeräschenrogen) als eine der drei größten Delikatessen Japans (nippon sandai chinmi) angesehen. Es wird in Flaschen verkauft, die bei guten Qualitäten bis zu 50 Dollar kosten können.